# Саве (шагрестан)
Саве (перс. ساوه) — шагрестан в Ірані, в остані Марказі. За даними перепису 2006 року, його населення становило 235843 особи, які проживали у складі 63672 сімей.

## Бахші
До складу шагрестану входять такі бахші:
- Новбаран
- Центральний